# Torneio Paranaense de Futebol Americano
O Torneio Paranaense de Futebol Americano é um torneio de futebol americano entre equipes de diversas cidades do estado brasileiro do Paraná, organizado pela Federação Paranaense de Futebol Americano.
Na primeira edição, participaram 6 equipes. Para diminuir os custos do torneio, o campeonato foi disputado em apenas 3 dias, do dia 4 até 6 de dezembro, na Sociedade Iguaçu de Curitiba. O torneio foi disputado na modalidade "full pads", nos mesmos moldes da NFL. O título da competição é tradicionalmente disputado em um jogo final chamado de Paraná Bowl. No Paraná Bowl I, a primeira final do torneio, que ocorreu em 2009, o Coritiba Crocodiles derrotou o Curitiba Brown Spiders e faturou o título.
As outras edições também foram vencidas pelo Coritiba Crocodiles: em 2010 venceu o Paraná Bowl II em cima do Foz do Iguaçu Black Sharks, em 2011 garantiu o título em cima do Curitiba Brown Spiders e em 2012 faturou em cima do Curitiba Predadores no Paraná Bowl IV, partida que foi disputada no Campo do Imperial, com a presença de 2.500 torcedores.

## Campeões
| Edição | Ano           | Campeão             | Placares      | Vice                       | Terceiro colocado                   | Quarto colocado                     | Participantes |
| ------ | ------------- | ------------------- | ------------- | -------------------------- | ----------------------------------- | ----------------------------------- | ------------- |
| 1ª     | 2009 Detalhes | Coritiba Crocodiles | 15–07         | Curitiba Brown Spiders     | Foz do Iguaçu Black Sharks          | Curitiba Hurricanes                 | 6             |
| 2ª     | 2010 Detalhes | Coritiba Crocodiles | 10–06         | Foz do Iguaçu Black Sharks | Curitiba Hurricanes                 | Ponta Grossa Phantoms               | 5             |
| 3ª     | 2011 Detalhes | Coritiba Crocodiles | 14–07         | Curitiba Brown Spiders     | Curitiba Hurricanes                 | Foz do Iguaçu Black Sharks          | 6             |
| 4ª     | 2012 Detalhes | Coritiba Crocodiles | 36–11         | Curitiba Predadores        | Curitiba Brown Spiders              | Curitiba Hurricanes                 | 7             |
| 5ª     | 2013 Detalhes | Coritiba Crocodiles | 27–06         | Curitiba Brown Spiders     | Curitiba Predadores                 | Curitiba Hurricanes                 | 8             |
| 6ª     | 2014 Detalhes | Coritiba Crocodiles | 07–06         | Paraná HP                  | Curitiba Brown Spiders              | Maringá Pyros                       | 8             |
| 7ª     | 2015 Detalhes | Coritiba Crocodiles | 21–12         | Paraná HP                  | Foz do Iguaçu Black Sharks          | Curitiba Brown Spiders              | 8             |
| 8ª     | 2016 Detalhes | Paraná HP           | 14–00         | Coritiba Crocodiles        | Não houve disputa de terceiro lugar | Não houve disputa de terceiro lugar | 8             |
| 9ª     | 2017 Detalhes | Paraná HP           | 28–12         | Curitiba Brown Spiders     | Não houve disputa de terceiro lugar | Não houve disputa de terceiro lugar | 10            |
| 10ª    | 2018 Detalhes | Coritiba Crocodiles | 26–03         | Paraná HP                  | Não houve disputa de terceiro lugar | Não houve disputa de terceiro lugar | 12            |
| 11ª    | 2019 Detalhes | Paraná HP           | 16–10         | Curitiba Brown Spiders     | Não houve disputa de terceiro lugar | Não houve disputa de terceiro lugar | 14            |
| —      | 2020–2021     | Não disputado       | Não disputado | Não disputado              | Não disputado                       | Não disputado                       | Não disputado |
| 12ª    | 2022 Detalhes | Coritiba Crocodiles | 35–07         | Curitiba Brown Spiders     | Não houve disputa de terceiro lugar | Não houve disputa de terceiro lugar | 9             |
| 13ª    | 2023 Detalhes | Coritiba Crocodiles | 42–00         | Curitiba Brown Spiders     | Não houve disputa de terceiro lugar | Não houve disputa de terceiro lugar | 9             |
| 14ª    | 2024 Detalhes | Coritiba Crocodiles | 34–00         | Londrina Bristlebacks      | Não houve disputa de terceiro lugar | Não houve disputa de terceiro lugar | 11            |
| 14ª    | 2025 Detalhes | Coritiba Crocodiles | 27–10         | Curitiba Brown Spiders     | Não houve disputa de terceiro lugar | Não houve disputa de terceiro lugar | 11            |

### Títulos por equipe
| Clube                                      | Campeão | Anos dos Títulos                                                       | Vice | Anos dos Vices                                 |
| ------------------------------------------ | ------- | ---------------------------------------------------------------------- | ---- | ---------------------------------------------- |
| Coritiba Crocodiles (Curitiba)             | 12      | 2009, 2010, 2011, 2012, 2013, 2014, 2015, 2018, 2022, 2023, 2024, 2025 | 1    | 2016                                           |
| Paraná HP (Curitiba)                       | 3       | 2016, 2017, 2019                                                       | 3    | 2014, 2015, 2018                               |
| Curitiba Brown Spiders (Curitiba)          | 0       |                                                                        | 8    | 2009, 2011, 2013, 2017, 2019, 2022, 2023, 2025 |
| Foz do Iguaçu Black Sharks (Foz do Iguaçu) | 0       |                                                                        | 1    | 2010                                           |
| Curitiba Predadores (Curitiba)             | 0       |                                                                        | 1    | 2012                                           |
| Londrina Bristlebacks (Londrina)           | 0       |                                                                        | 1    | 2024                                           |

### Títulos por cidade
| Cidade        | Títulos | Vices |
| ------------- | ------- | ----- |
| Curitiba      | 15      | 13    |
| Foz do Iguaçu | 0       | 1     |
| Londrina      | 0       | 1     |